# Sokolovac (żupania osijecko-barańska)
Sokolovac – wieś w Chorwacji, w żupanii osijecko-barańskiej, w gminie Kneževi Vinogradi. W 2011 roku liczyła 14 mieszkańców.